# Грачёвский сельсовет (Ставропольский край)
Грачёвский сельсове́т — упразднённое сельское поселение в составе Грачёвского района Ставропольского края Российской Федерации.

## География
Находится в центральной Грачёвского района.

## История
С 16 марта 2020 года, в соответствии с Законом Ставропольского края от 31 января 2020 г. № 6-кз, все муниципальные образования Грачёвского муниципального района были преобразованы путём их объединения в единое муниципальное образование Грачёвский муниципальный округ.

## Население
| 1989  | 2002  | 2010  | 2011  | 2012  | 2013  | 2014  |
| ----- | ----- | ----- | ----- | ----- | ----- | ----- |
| 5467  | ↗6702 | ↗7059 | ↘7054 | ↗7082 | ↗7149 | ↘7115 |
| 2015  | 2016  | 2017  | 2018  | 2019  | 2020  |       |
| ↘7107 | ↗7124 | ↗7220 | ↗7258 | ↘7223 | ↘7100 |       |

### Национальный состав
По итогам переписи населения 2010 года проживали следующие национальности (национальности менее 1 %, см. в сноске к строке "Другие"):
| Национальность | Численность | Процент |
| -------------- | ----------- | ------- |
| Русские        | 5870        | 83,16   |
| Армяне         | 461         | 6,53    |
| Чеченцы        | 102         | 1,44    |
| Осетины        | 72          | 1,02    |
| Другие         | 554         | 7,85    |
| Итого          | 7059        | 100,00  |

## Состав сельского поселения
| № | Населённый пункт | Тип населённого пункта       | Население |
| - | ---------------- | ---------------------------- | --------- |
| 1 | Грачёвка         | село, административный центр | ↘6435     |
| 2 | Лисички          | хутор                        | ↘100      |
| 3 | Ямки             | посёлок                      | ↗300      |

## Местное самоуправление
- Совет депутатов сельского поселения Грачёвский сельсовет, состоит из 10 депутатов, избираемых на муниципальных выборах по одномандатным избирательным округам сроком на 5 лет
- Администрация сельского поселения Грачёвский сельсовет

Председатели совета депутатов
Главы администрации
- c 12 октября 2006 года — Левшин Геннадий Иванович, глава поселения

## Инфраструктура
- Дом культуры[19]
- Центральная районная библиотека[20]
- Центральная районная больница[21]
- Физкультурно-оздоровительный комплекс «Лидер»[22]
- Центр молодежи «Юность»[23]

## Образование
- Детский сад № 4[24]
- Детский сад № 5[25]
- Детский сад № 6[26]
- Детский сад № 14
- Средняя общеобразовательная школа № 1[27]
- Вечерняя (сменная) общеобразовательная школа № 1[28]
- Детская музыкальная школа[29]
- Детско-юношеская спортивная школа[30]
- Центр детского творчества[31]

## Экономика
- Завод «Гидроагрегат»
- Грачёвский элеватор
- Грачёвское ДРСУ
- Грачёвскрайгаз
- ООО «Вега»
- ООО «Смак»
- ООО «ЭкоСтэп-СК». Производство по промышленной переработке автотракторных шин в резиновую крошку и изготовлению из неё тротуарной плитки, брусчатки и протекторных покрытий для детских и спортивных площадок

## Русская православная церковь
- Храм Иверской иконы Божией Матери[32]

## СМИ
- Общественно-политическая газета Грачёвского района «Вперёд»[33]

## Памятники
- Братская могила воинов, погибших в годы гражданской и Великой Отечественной войн. 1918—1920, 1942—1943, 1959 гг.[34]